# Johann Friedrich Karl von Alvensleben
Johann Friedrich Karl von Alvensleben (Magdeburgo, 26 ottobre 1714 – Ham Common, 16 maggio 1795) è stato un giurista tedesco.

## Biografia
Apparteneva ad una famiglia aristocratica di origini prussiane e sassoni risalente al X secolo, vantante numerosi politici, vescovi e riformatori. Johann era figlio del maresciallo della corte tedesca degli Hannover, Rudolf Anton von Alvensleben, a sua volta figlio del ministro Johann Friedrich II von Alvensleben e nipote dello scrittore Karl August I von Alvensleben.
Il conte studiò legge e grammatica all'Università di Helmstedt e venne ordinato procuratore del re a Wetzlar, dove esercito tale professione fino al 1754, quando pubblico a Dresda un articolato trattato giuridico sui diritti e doveri dell'avvocato e del magistrato, sostenendo alcune tesi illuministe contro la tortura, anche se nella sua tesi non era presente alcun riferimento all'abrogazione della pena capitale, che von Alvensleben usò però solo in casi di estrema urgenza.
Tale trattato gli inimicò vari membri della corte ducale di Hannover e di Londra, ma re Giorgio III d'Inghilterra lo volle presso di sé a Londra, dove lo fece favorito e lo nominò Ministro della Giustizia nei possedimenti tedeschi di Celle, Hannover e Gut Randau. Von Alvensleben fu poi autore di altri saggi di minore importanza sul diritto penale inglese e sulle antiche leggi penali che erano in voga tra gli antichi Sassoni. Da Johann Friedrich Karl von Alvensleben discese il ramo della famiglia dei conti che avrebbe assorbito anche il secondo cognome di Neugattersleben dai suoi possedimenti della Sassonia-Anhalt nel XIX secolo.